# Guillermo IV de Tolosa
Guillermo IV de Tolosa (c. 1040-† 1094) conde de Tolosa de 1060 a 1094. Hijo mayor de Ponce, conde de Tolosa, y de Almodis de la Marca, que abandonó a su marido para huir con Ramón Berenguer I, conde de Barcelona, su amante y posterior marido, cuando Guillermo era un muchacho. 
Sucedió a su padre en 1060 y heredó la mayor parte de sus bienes y títulos, su hermano Raimundo tan sólo heredó los condados de Saint-Gilles, Nimes y Narbona. Además parece que Guillermo y Raimundo compartieron el título de Condes de Tolosa, según una carta de 1088, entre otros atributos de este título. En 1065, tras la muerte de su prima Berta, Condesa de Rodez, Raimundo coge su caballo y cabalga junto al marqués de Gotha y al duque de Narbona reivindicando sus derechos al título sin que Guillermo haga nada.
A diferencia de su padre y su hermano, Guillermo fue un hombre poco ambicioso que se centró en su gran afición por las armas.
La primera esposa de Guillermo fue Mathilde, y su segunda esposa (en 1080) Emma de Mortain, hija de Robert de Conteville, conde de Mortain y Mathilde de Montgomery, sobrina de Guillermo I de Inglaterra. Esta segunda unión dio lugar al nacimiento de dos hijos: 
- Ponce, quien murió joven.
- Felipa († 1117), casada en 1094 con Guillermo IX el Trovador (1071 † 1127), Duque de Aquitania y conde de Gascuña y de Poitiers.

En 1088, Guillermo partió hacia Tierra Santa, dejando a su hermano, Raimundo, como regente en su lugar. Guillermo probablemente murió en 1094 durante una peregrinación a Tierra Santa. por lo que Raimundo estaba en una posición perfecta para tomar el poder, ya que la voluntad de su padre, Ponce, fue que si Guillermo muriera sin un hijo varón, todas sus posesiones pasarían a su hijo más joven Raimundo, quien sucedería a Guillermo como Raimundo IV. Sin embargo, dos décadas más tarde, Guillermo de Aquitania reclamaría el condado de Tolosa, el cual trata de conquistar durante años. 
Guillermo fue bisabuelo de Leonor de Aquitania, futura reina de consorte de Francia, fruto del matrimonio de su nieto de Guillermo IX de Aquitania y Leonor de Châtellerault, descendientes que seguirán reclamando el Condado de Tolosa por su ascendencia directa con Guillermo IV de Tolosa.
| Predecesor: Ponce | Conde de Tolosa 1060-1094   | Sucesor: Raimundo IV |
| Predecesor: Berta | Conde de Rouergue 1064-1094 | Sucesor: Raimundo IV |